# Estádio Agustín Tovar
O Estadio Agustín Tovar, mais conhecido como La Carolina, é um estádio multi-esportivo localizado na cidade de Barinas, na Venezuela. 
Atualmente é mais usada para a prática do futebol, sendo a casa do clube Zamora FC. O estádio foi uma das sedes da Copa América de 2007 evento que ocasionou uma reformulação no local para receber partidas do torneio. Com as obras concluídas o estádio passará a suportar 30.000 espectadores em 2007.